# Blegny
Blegny (do 2001 Blégny, wa. Blègné) – miejscowość i gmina (commune) w Belgii, w Regionie Walońskim, w prowincji Liège, w okręgu Liège. 1 stycznia 2024 roku liczyła 13 482 mieszkańców.

## Podział administracyjny
W skład gminy wchodzi sześć dzielnic (section):
- Barchon
- Housse
- Mortier
- Saint-Remy
- Saive
- Trembleur